# Saison 2021 des Dragons catalans
La saison 2021 des Dragons catalans, unique franchise française de rugby à XIII en Super League, constitue leur seizième participation à cette ligue. L'entraîneur anglais Steve McNamara, arrivé le 10 juin 2017, effectue sa cinquième saison au club. Benjamin Garcia devient à compter de cette saison le nouveau capitaine des Dragons à la suite de la non-reconduction du contrat de Rémi Casty parti à Toulouse. Le botteur James Maloney est le meilleur réalisateur de la Super League, et quatre joueurs des Dragons sont désignés dans l'« équipe de rêve » de la Super League, à savoir Sam Kasiano, Maloney, Thomas Davies et Sam Tomkins, ce dernier devenant également le premier joueur des Dragons Catalans de l'histoire à être désigné meilleur joueur de la Super League appelé Man of Steel.
Le club remporte pour la première fois le titre de la saison régulière appelé League Leader's Shield et se qualifie pour sa première finale de son histoire après son succès en demi-finale contre Hull KR 28-10. La finale, disputée à Old Trafford à Manchester, voit toutefois le club anglais de St Helens remporter pour la troisième fois de suite le titre en battant les Dragons Catalans 12-10 devant 45 177 spectateurs. En Challenge Cup, son parcours se termine au stade des quarts-de-finale. Après avoir battu Wakefield en huitième de finale 26-6, les Dragons Catalans s'inclinent 16-6 contre Warrington.

## Déroulement de la saison

### Transferts
| Nom              | Poste            | Transfert       | Provenance/Destination | Division              |
| ---------------- | ---------------- | --------------- | ---------------------- | --------------------- |
| Arrivées         |                  |                 |                        |                       |
| Gil Dudson       | Pilier           | Transfert libre | Salford City Reds      | Super League          |
| Michael McMeeken | Deuxième ligne   | Transfert libre | Castleford Tigers      | Super League          |
| Dean Whare       | Centre           | Transfert libre | Penrith Panthers       | National Rugby League |
| Départs          |                  |                 |                        |                       |
| Lucas Albert     | Demi d'ouverture | Transfert libre | AS Carcassonne         | Championnat de France |
| Gavin Marguerite | Centre           | Transfert libre | Villeneuve-sur-Lot     | Championnat de France |
| Antoni Maria     | Pilier           | Transfert libre | FC Lézignan            | Championnat de France |
| David Mead       | Ailier           | Transfert libre | Brisbane Broncos       | National Rugby League |
| Sam Moa          | Pilier           | Transfert libre | FC Lézignan            | Championnat de France |
| Mickaël Simon    | Pilier           | Transfert libre | AS Carcassonne         | Championnat de France |
| Lewis Tierney    | Ailier           | Transfert libre | Leigh Centurions       | Super League          |

## Résultats
| Légende | Légende  |
| ------- | -------- |
|         | Victoire |
|         | Nul      |
|         | Défaite  |

### Saison régulière 2021 de Super League
| Date       | Compétition  | Journée    | Equipe            | D/E | Stade                  | Résultat | Score | Essais                                                                         | Buts                                          | Spect. |
| ---------- | ------------ | ---------- | ----------------- | --- | ---------------------- | -------- | ----- | ------------------------------------------------------------------------------ | --------------------------------------------- | ------ |
| 06/03/2021 | Amical       | -          | XIII du président | D   | Stade Aimé-Giral       | Victoire | 50-18 | Davies (2), Séguier, S. Tomkins, McMeeken, Brochon, Dezaria, R. Franco, Le Cam | Maloney (4) et Mourgue (3)                    | 0      |
| 13/03/2021 | Amical       | -          | Toulouse          | D   | Stade Gilbert-Brutus   | Victoire | 40-28 | Drinkwater, Yaha (3), Whitley, Bousquet, Da Costa                              | Maloney (6)                                   | 0      |
| 27/03/2021 | Super League | 1          | Hull KR           | N   | Headingley             | Victoire | 29-28 | Yaha(2), Garcia, Laguerre, Whitley                                             | Maloney (4) et 1 drop de Maloney (6)          | 0      |
| 03/04/2021 | Super League | 2          | Huddersfield      | N   | Totally Wicked         | Victoire | 20-10 | McMeeken, Garcia, Whitley                                                      | Maloney (3), Tomkins (1)                      | 0      |
| 17/04/2021 | Super League | 3          | Salford           | D   | Stade Gilbert-Brutus   | Victoire | 42-6  | Yaha (3), Davies, Drinkwater, Langi, Garcia                                    | Maloney (7)                                   | 0      |
| 24/04/2021 | Super League | 4          | Warrington        | D   | Stade Gilbert-Brutus   | Défaite  | 8-24  | Maloney                                                                        | Maloney (2)                                   | 0      |
| 30/04/2021 | Super League | 5          | Wakefield         | E   | Mobile Rocket Stadium  | Victoire | 38-18 | Davies, Langi, Whare (2), McMeeken (2)                                         | Maloney (5)                                   | 0      |
| 17/05/2021 | Super League | 6          | Hull FC           | E   | KCOM Stadium           | Victoire | 27-10 | Davies (2), McMeeken, Kasiano                                                  | Maloney (4), Mourgue (1) et 1 drop de Maloney | 5 527  |
| 22/05/2021 | Super League | 7          | St Helens         | D   | Stade Gilbert-Brutus   | Victoire | 20-16 | Jullien, Whare, Maloney                                                        | Maloney (4)                                   | 1 000  |
| 29/05/2021 | Super League | 8          | Wigan             | D   | Stade Gilbert-Brutus   | Victoire | 48-0  | Laguerre, McMeeken, Drinkwater (2), Mourgue, McIlorum, S. Tomkins              | Maloney (8)                                   | 1 000  |
| 12/06/2021 | Super League | 9          | Leigh             | E   | Leigh Sports Village   | Victoire | 36-30 | Drinkwater, Mourgue, Jullien, Davies, Langi, Maloney                           | Maloney (6)                                   | 1 840  |
| 24/06/2021 | Super League | 11         | Castleford        | E   | Mend-a-Hose Jungle     | Victoire | 16-6  | Laguerre, Yaha, Langi                                                          | Maloney (2)                                   | 4 000  |
| 01/07/2021 | Super League | 12         | Huddersfield      | E   | John Smith's Stadium   | Victoire | 50-12 | Davies, Maloney, S. Tomkins, Mourgue, Garcia, Langi, McMeeken, Jullien         | Maloney (9)                                   | 4 000  |
| 09/07/2021 | Super League | 14         | Leeds             | D   | Stade Gilbert-Brutus   | Victoire | 26-18 | Maloney, Mourgue, Whitley, Yaha                                                | Maloney (2), Mourgue (3)                      | 4 000  |
| 16/07/2021 | Super League | 10         | Leeds             | D   | Stade Gilbert-Brutus   | Victoire | 27-18 | Davies, Whitley, Mourgue, Kasiano                                              | Mourgue (5) et 1 drop de S. Tomkins           | 4 800  |
| 24/07/2021 | Super League | 13         | Hull KR           | D   | Stade Gilbert-Brutus   | Victoire | 32-30 | Whitley (2), Yaha, Goudemand, S. Tomkins                                       | Mourgue (6)                                   | 5 580  |
| 29/07/2021 | Super League | 16         | Wakefield         | D   | Stade Gilbert-Brutus   | Victoire | 40-20 | Yaha (2), Dudson, Kasiano, S. Tomkins, Da Costa                                | Maloney (8)                                   | 6 734  |
| 02/08/2021 | Super League | 17         | Hull KR           | E   | KCOM Craven Park       | Victoire | 23-16 | S. Tomkins, Langi, Franco                                                      | Maloney (5) & 1 drop de Maloney               | 6 370  |
| 07/08/2021 | Super League | 18         | St Helens         | D   | Totally Wicked         | Défaite  | 12-34 | Goudemand, Laguerre                                                            | Maloney (2)                                   | 7 758  |
| 13/08/2021 | Super League | 19         | Hull FC           | D   | Stade Gilbert-Brutus   | Victoire | 31-16 | Bousquet, S. Tomkins, Yaha, Davies                                             | Maloney (5) et 1 drop de Maloney              | 7 522  |
| 26/08/2021 | Super League | 21         | Salford           | E   | AJ Bell Stadium        | Victoire | 42-14 | Jullien (2), Langi, Chan, Davies, Kasiano, Goudemand                           | Maloney (7)                                   | 3 648  |
| 30/08/2021 | Super League | 22         | Leigh             | D   | Stade Gilbert-Brutus   | Victoire | 64-0  | Davies, S. Tomkins (2), Yaha (3), McMeeken (3), Maloney                        | Maloney (10)                                  | 6 512  |
| 04/09/2021 | Super League | MW         | St Helens         | E   | Totally Wicked Stadium | Victoire | 31-30 | S. Tomkins, Bousquet, Whare, Dudson, Kasiano                                   | Maloney (5) et 1 drop de Maloney              | 35 104 |
| 11/09/2021 | Super League | 24         | Huddersfield      | D   | Stade Gilbert-Brutus   | Défaite  | 18-30 | Whitley (2), Laguerre                                                          | Maloney (3)                                   | 7 738  |
| 17/09/2021 | Super League | 25         | Wigan             | E   | DW Stadium             | Défaite  | 8-12  | Davies, Laguerre                                                               |                                               | 12 852 |
| 30/09/2021 | Super League | 1/2 finale | Hull KR           | D   | Stade Gilbert-Brutus   | Victoire | 28-10 | Garcia, Drinkwater, Mourgue, Yaha, Chan                                        | Maloney (4)                                   | 11 530 |
| 09/10/2021 | Super League | Finale     | St Helens         | N   | Old Trafford           | Défaite  | 10-12 | McMeeken                                                                       | Maloney (3)                                   | 45 177 |

### Challenge Cup 2021
| Date       | Compétition   | Journée            | Equipe     | D/E | Stade                    | Résultat | Score | Essais                                 | Buts        | Spect. |
| ---------- | ------------- | ------------------ | ---------- | --- | ------------------------ | -------- | ----- | -------------------------------------- | ----------- | ------ |
| 10/04/2021 | Challenge Cup | Huitième de finale | Wakefield  | N   | Totally Wicked           | Victoire | 26-6  | S. Tomkins, Drinkwater, Davies, Dudson | Maloney (5) | 0      |
| 07/05/2021 | Challenge Cup | Quart de finale    | Warrington | N   | Headingley Rugby Stadium | Défaite  | 6-16  | McMeeken                               | Maloney (1) | 0      |

## Statistiques
Le tableau suivant résume les statistiques des joueurs des Dragons Catalans en Super League et Challenge Cup pour la saison 2021.
| Numéro | Nom                 | Super League | Super League | Super League | Super League | Super League | Challenge Cup | Challenge Cup | Challenge Cup | Challenge Cup | Challenge Cup |
| Numéro | Nom                 | M.J.         | Pts          | E            | B            | D            | M.J.          | Pts           | E             | B             | D             |
| ------ | ------------------- | ------------ | ------------ | ------------ | ------------ | ------------ | ------------- | ------------- | ------------- | ------------- | ------------- |
| 1      | Arthur Mourgue      | 23           | 54           | 6            | 15           | -            | 1             | -             | -             | -             | -             |
| 2      | Thomas Davies       | 22           | 56           | 14           | -            | -            | 2             | 4             | 1             | -             | -             |
| 3      | Samisoni Langi      | 21           | 28           | 7            | -            | -            | 2             | -             | -             | -             | -             |
| 4      | Dean Whare          | 22           | 16           | 4            | -            | -            | 2             | -             | -             | -             | -             |
| 5      | Fouad Yaha          | 22           | 60           | 15           | -            | -            | 2             | -             | -             | -             | -             |
| 6      | James Maloney       | 23           | 241          | 5            | 108          | 5            | 2             | 12            | -             | 6             | -             |
| 7      | Josh Drinkwater     | 23           | 20           | 5            | -            | -            | 2             | 4             | 1             | -             | -             |
| 8      | Gil Dudson          | 19           | 8            | 2            | -            | -            | 2             | 4             | 1             | -             | -             |
| 9      | Michael McIlorum    | 14           | 4            | 1            | -            | -            | 1             | -             | -             | -             | -             |
| 10     | Julian Bousquet     | 21           | 8            | 2            | -            | -            | 2             | -             | -             | -             | -             |
| 11     | Matthew Whitley     | 15           | 32           | 8            | -            | -            | 1             | -             | -             | -             | -             |
| 12     | Michael McMeeken    | 23           | 36           | 9            | -            | -            | 2             | 4             | 1             | -             | -             |
| 13     | Benjamin Garcia (c) | 16           | 20           | 5            | -            | -            | 2             | -             | -             | -             | -             |
| 14     | Alrix Da Costa      | 12           | 4            | 1            | -            | -            | 2             | -             | -             | -             | -             |
| 15     | Benjamin Jullien    | 13           | 20           | 5            | -            | -            | -             | -             | -             | -             | -             |
| 16     | Paul Séguier        | 13           | -            | -            | -            | -            | 1             | -             | -             | -             | -             |
| 17     | Mickaël Goudemand   | 21           | 12           | 3            | -            | -            | -             | -             | -             | -             | -             |
| 15     | Lambert Belmas      | 2            | -            | -            | -            | -            | -             | -             | -             | -             | -             |
| 20     | Matthieu Laguerre   | 9            | 24           | 6            | -            | -            | -             | -             | -             | -             | -             |
| 21     | Corentin Le Cam     | 4            | -            | -            | -            | -            | -             | -             | -             | -             | -             |
| 22     | Joel Tomkins        | 13           | 4            | 1            | -            | -            | 1             | -             | -             | -             | -             |
| 23     | Mathieu Cozza       | 3            | -            | -            | -            | -            | -             | -             | -             | -             | -             |
| 24     | Jason Baitieri      | 11           | -            | -            | -            | -            | 2             | -             | -             | -             | -             |
| 25     | Romain Franco       | 3            | 4            | 1            | -            | -            | -             | -             | -             | -             | -             |
| 26     | César Rougé         | 2            | -            | -            | -            | -            | -             | -             | -             | -             | -             |
| 27     | Joe Chan            | 6            | 8            | 2            | -            | -            | 1             | -             | -             | -             | -             |
| 28     | Sam Kasiano         | 20           | 20           | 5            | -            | -            | 2             | -             | -             | -             | -             |
| 29     | Sam Tomkins         | 20           | 43           | 10           | 1            | 1            | 2             | 4             | 1             | -             | -             |
| 30     | Jordan Dezaria      | 8            | -            | -            | -            | -            | -             | -             | -             | -             | -             |
| 31     | Robin Brochon       | 1            | -            | -            | -            | -            | -             | -             | -             | -             | -             |

## Classement et phase finale de la Super League

### Classement
| Rang | Franchise           | J  | V  | N | D  | Pm  | Pe  | Diff | Pts |
| ---- | ------------------- | -- | -- | - | -- | --- | --- | ---- | --- |
| 1    | Dragons catalans    | 23 | 19 | 0 | 4  | 688 | 398 | +290 | 38  |
| 2    | St Helens RLFC      | 21 | 16 | 0 | 5  | 548 | 229 | +319 | 32  |
| 3    | Warrington Wolves   | 21 | 15 | 1 | 5  | 588 | 354 | +234 | 31  |
| 4    | Wigan Warriors      | 25 | 15 | 0 | 10 | 387 | 385 | +2   | 30  |
| 5    | Leeds Rhinos        | 24 | 13 | 0 | 11 | 556 | 440 | +116 | 26  |
| 6    | Hull KR             | 20 | 10 | 0 | 10 | 497 | 458 | +39  | 20  |
| 7    | Castleford Tigers   | 23 | 11 | 0 | 12 | 437 | 552 | -115 | 22  |
| 8    | Hull FC             | 21 | 8  | 1 | 12 | 409 | 476 | -67  | 17  |
| 9    | Huddersfield Giants | 24 | 9  | 0 | 15 | 460 | 516 | -56  | 18  |
| 10   | Wakefield Wildcats  | 24 | 9  | 0 | 15 | 482 | 548 | -66  | 18  |
| 11   | Salford City Reds   | 22 | 7  | 0 | 15 | 402 | 584 | -182 | 14  |
| 12   | Leigh Centurions    | 22 | 2  | 0 | 20 | 356 | 870 | -514 | 4   |

|  | Champion de la saison régulière et qualifié pour les demi-finales. |
|  | Qualifié pour les demi-finales                                     |
|  | Qualifié pour la phase finale                                      |
|  | Relégué en Championship.                                           |

Attribution des points : deux points sont attribués pour une victoire, un point pour un match nul, aucun point en cas de défaite.

### Phase finale
|  | Quarts de finale | Quarts de finale  | Quarts de finale                                         | Quarts de finale |                                                             |                  | Demi-finales                                            | Demi-finales                                            | Demi-finales                                            | Demi-finales                                            |  |  | Finale                                       | Finale                                       | Finale                                       | Finale                                       |
|  |                  |                   |                                                          |                  |                                                             |                  |                                                         |                                                         |                                                         |                                                         |  |  |                                              |                                              |                                              |                                              |
|  |                  |                   |                                                          |                  |                                                             |                  | Le 30 septembre 2021 au stade Gilbert-Brutus, Perpignan | Le 30 septembre 2021 au stade Gilbert-Brutus, Perpignan | Le 30 septembre 2021 au stade Gilbert-Brutus, Perpignan | Le 30 septembre 2021 au stade Gilbert-Brutus, Perpignan |  |  | Le 9 octobre 2021 à Old Trafford, Manchester | Le 9 octobre 2021 à Old Trafford, Manchester | Le 9 octobre 2021 à Old Trafford, Manchester | Le 9 octobre 2021 à Old Trafford, Manchester |
|  |                  |                   |                                                          |                  |                                                             |                  | Le 30 septembre 2021 au stade Gilbert-Brutus, Perpignan | Le 30 septembre 2021 au stade Gilbert-Brutus, Perpignan | Le 30 septembre 2021 au stade Gilbert-Brutus, Perpignan | Le 30 septembre 2021 au stade Gilbert-Brutus, Perpignan |  |  | Le 9 octobre 2021 à Old Trafford, Manchester | Le 9 octobre 2021 à Old Trafford, Manchester | Le 9 octobre 2021 à Old Trafford, Manchester | Le 9 octobre 2021 à Old Trafford, Manchester |
|  |                  |                   |                                                          |                  |                                                             |                  | Le 30 septembre 2021 au stade Gilbert-Brutus, Perpignan | Le 30 septembre 2021 au stade Gilbert-Brutus, Perpignan | Le 30 septembre 2021 au stade Gilbert-Brutus, Perpignan | Le 30 septembre 2021 au stade Gilbert-Brutus, Perpignan |  |  | Le 9 octobre 2021 à Old Trafford, Manchester | Le 9 octobre 2021 à Old Trafford, Manchester | Le 9 octobre 2021 à Old Trafford, Manchester | Le 9 octobre 2021 à Old Trafford, Manchester |
|  |                  |                   |                                                          |                  |                                                             |                  | Le 30 septembre 2021 au stade Gilbert-Brutus, Perpignan | Le 30 septembre 2021 au stade Gilbert-Brutus, Perpignan | Le 30 septembre 2021 au stade Gilbert-Brutus, Perpignan | Le 30 septembre 2021 au stade Gilbert-Brutus, Perpignan |  |  | Le 9 octobre 2021 à Old Trafford, Manchester | Le 9 octobre 2021 à Old Trafford, Manchester | Le 9 octobre 2021 à Old Trafford, Manchester | Le 9 octobre 2021 à Old Trafford, Manchester |
|  |                  |                   |                                                          |                  |                                                             |                  | Le 30 septembre 2021 au stade Gilbert-Brutus, Perpignan | Le 30 septembre 2021 au stade Gilbert-Brutus, Perpignan | Le 30 septembre 2021 au stade Gilbert-Brutus, Perpignan | Le 30 septembre 2021 au stade Gilbert-Brutus, Perpignan |  |  | Le 9 octobre 2021 à Old Trafford, Manchester | Le 9 octobre 2021 à Old Trafford, Manchester | Le 9 octobre 2021 à Old Trafford, Manchester | Le 9 octobre 2021 à Old Trafford, Manchester |
|  | 1er              | Dragons catalans  | 28                                                       | 28               |                                                             |                  |                                                         |                                                         |                                                         |                                                         |  |  | Le 9 octobre 2021 à Old Trafford, Manchester | Le 9 octobre 2021 à Old Trafford, Manchester | Le 9 octobre 2021 à Old Trafford, Manchester | Le 9 octobre 2021 à Old Trafford, Manchester |
|  | 1er              | Dragons catalans  | 28                                                       | 28               | Le 24 septembre 2021 au Halliwell Jones Stadium, Warrington |                  |                                                         |                                                         |                                                         |                                                         |  |  | Le 9 octobre 2021 à Old Trafford, Manchester | Le 9 octobre 2021 à Old Trafford, Manchester | Le 9 octobre 2021 à Old Trafford, Manchester | Le 9 octobre 2021 à Old Trafford, Manchester |
|  |                  |                   | Hull KR                                                  | Hull KR          | 10                                                          | 10               |                                                         |                                                         |                                                         |                                                         |  |  | Le 9 octobre 2021 à Old Trafford, Manchester | Le 9 octobre 2021 à Old Trafford, Manchester | Le 9 octobre 2021 à Old Trafford, Manchester | Le 9 octobre 2021 à Old Trafford, Manchester |
|  | 3e               | Warrington Wolves | Hull KR                                                  | Hull KR          | 10                                                          | 10               | 0                                                       | 0                                                       |                                                         |                                                         |  |  | Le 9 octobre 2021 à Old Trafford, Manchester | Le 9 octobre 2021 à Old Trafford, Manchester | Le 9 octobre 2021 à Old Trafford, Manchester | Le 9 octobre 2021 à Old Trafford, Manchester |
|  | 3e               | Warrington Wolves | Le 1er octobre 2021 au Totally Wicked Stadium, St Helens |                  |                                                             |                  | 0                                                       | 0                                                       |                                                         |                                                         |  |  | Le 9 octobre 2021 à Old Trafford, Manchester | Le 9 octobre 2021 à Old Trafford, Manchester | Le 9 octobre 2021 à Old Trafford, Manchester | Le 9 octobre 2021 à Old Trafford, Manchester |
|  | 6e               | Hull KR           | 19                                                       | 19               |                                                             |                  |                                                         |                                                         |                                                         |                                                         |  |  | Le 9 octobre 2021 à Old Trafford, Manchester | Le 9 octobre 2021 à Old Trafford, Manchester | Le 9 octobre 2021 à Old Trafford, Manchester | Le 9 octobre 2021 à Old Trafford, Manchester |
|  | 6e               | Hull KR           | 19                                                       | 19               | Dragons catalans                                            | Dragons catalans | 10                                                      | 10                                                      |                                                         |                                                         |  |  |                                              |                                              |                                              |                                              |
|  |                  |                   |                                                          |                  | Dragons catalans                                            | Dragons catalans | 10                                                      | 10                                                      |                                                         |                                                         |  |  |                                              |                                              |                                              |                                              |
|  |                  |                   | St Helens                                                | St Helens        | 12                                                          | 12               |                                                         |                                                         |                                                         |                                                         |  |  |                                              |                                              |                                              |                                              |
|  |                  |                   |                                                          |                  | 12                                                          | 12               |                                                         |                                                         |                                                         |                                                         |  |  |                                              |                                              |                                              |                                              |
|  |                  |                   |                                                          |                  |                                                             |                  |                                                         |                                                         |                                                         |                                                         |  |  |                                              |                                              |                                              |                                              |
|  |                  |                   |                                                          |                  |                                                             |                  |                                                         |                                                         |                                                         |                                                         |  |  |                                              |                                              |                                              |                                              |
|  | 2e               | St Helens         | 36                                                       | 36               |                                                             |                  |                                                         |                                                         |                                                         |                                                         |  |  |                                              |                                              |                                              |                                              |
|  | 2e               | St Helens         | 36                                                       | 36               | Le 23 septembre 2021 au DW Stadium, Wigan                   |                  |                                                         |                                                         |                                                         |                                                         |  |  |                                              |                                              |                                              |                                              |
|  |                  |                   | Leeds Rhinos                                             | Leeds Rhinos     | 8                                                           | 8                |                                                         |                                                         |                                                         |                                                         |  |  |                                              |                                              |                                              |                                              |
|  | 4e               | Wigan Warriors    | Leeds Rhinos                                             | Leeds Rhinos     | 8                                                           | 8                | 0                                                       | 0                                                       |                                                         |                                                         |  |  |                                              |                                              |                                              |                                              |
|  | 4e               | Wigan Warriors    |                                                          |                  |                                                             |                  |                                                         | 0                                                       |                                                         |                                                         |  |  |                                              |                                              |                                              |                                              |
|  | 5e               | Leeds Rhinos      | 8                                                        | 8                |                                                             |                  |                                                         |                                                         |                                                         |                                                         |  |  |                                              |                                              |                                              |                                              |
|  | 5e               | Leeds Rhinos      | 8                                                        | 8                |                                                             |                  |                                                         |                                                         |                                                         |                                                         |  |  |                                              |                                              |                                              |                                              |
|  |                  |                   |                                                          |                  |                                                             |                  |                                                         |                                                         |                                                         |                                                         |  |  |                                              |                                              |                                              |                                              |

#### Finale

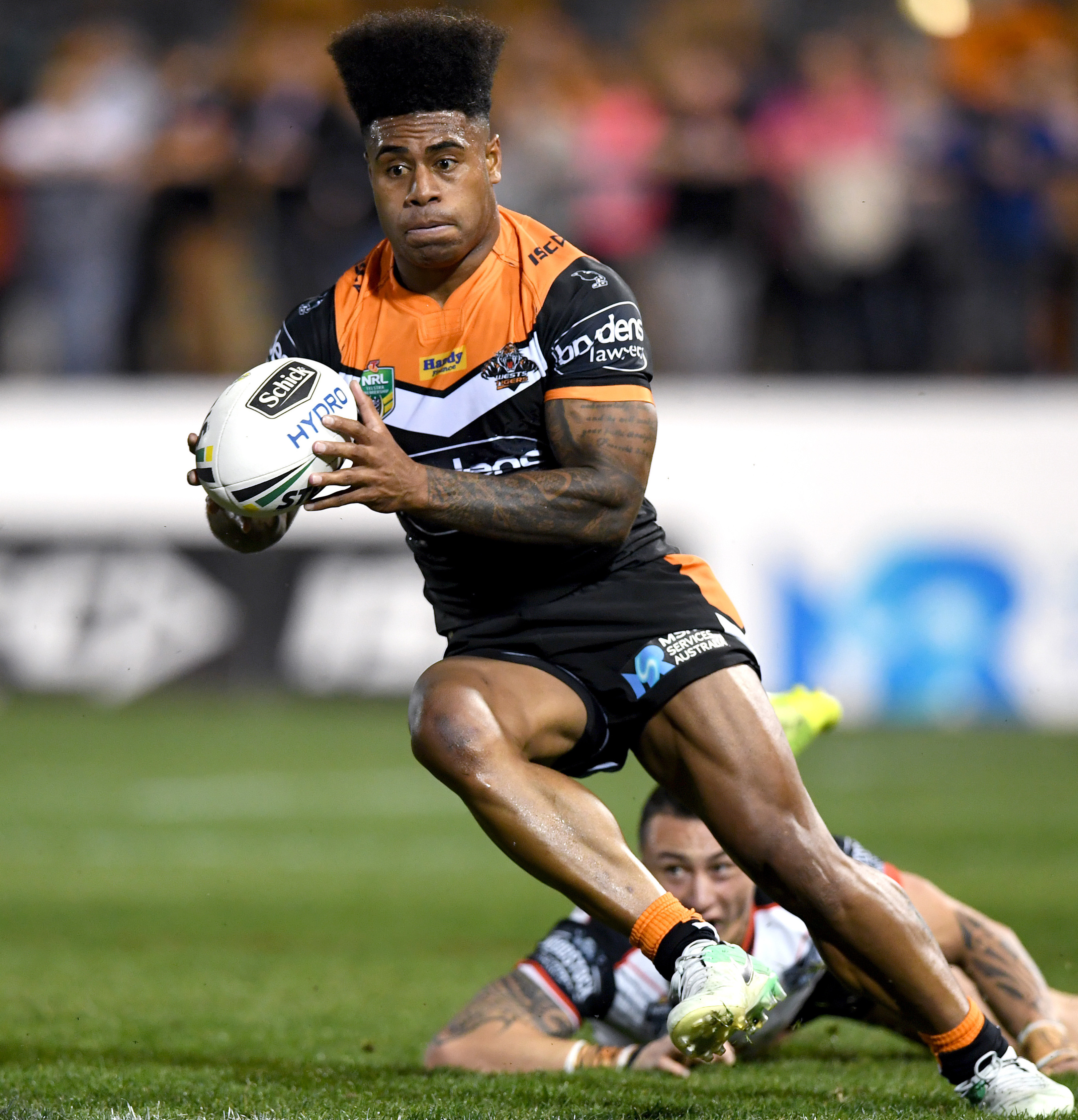
Le centre de St Helens Kevin Naiqama brise le rêve catalan.

(mt : 4 - 6)
Homme du match :  Kevin Naiqama
Points marqués :
- St Helens : 2 essais de Naiqama (13e et 66e) ; 1 transformation de Coote (66e) ; 1 pénalité de Coote (22e) ; 1 carton jaune de Makinson (46e).
- Dragons catalans : 1 essai de McMeeken (50e) ; 1 transformation de Maloney (50e) ; 2 pénalités de Maloney (10e et 28e).

Évolution du score : 2-0, 2-4, 2-6, 4-6 (mi-temps), 10-6, 10-12.
Arbitre :  Liam Moore
Spectateurs : 45 177
Composition des équipes :
- St Helens : Lachlan Coote - Thomas Makinson, Kevin Naiqama, Mark Percival, Regan Grace - Jonathan Lomax (o), Lewis Dodd (m) - Alex Walmsley, James Roby (c), Matthew Lees, Sione Mata'utia, Joe Batchelor, Morgan Knowles - Louie McCarthy-Scarsbrook, Kyle Amor, Agnatius Paasi, Jack Welsby, - Entraîneur : Kristian Woolf
- Dragons catalans : Sam Tomkins - Thomas Davies, Samisoni Langi, Dean Whare, Fouad Yaha - James Maloney (o), Josh Drinkwater (m) - Gil Dudson, Michael McIlorum, Julian Bousquet, Matthew Whitley, Michael McMeeken, Benjamin Garcia (c) - Arthur Mourgue, Mickaël Goudemand, Joel Tomkins, Sam Kasiano, - Entraîneur : Steve McNamara

La finale de cette édition se dispute le 9 octobre 2021 à Old Trafford de Manchester comme chaque année depuis l'instauration de la finale en 1998 (à l'exception de l'édition 2020). Le vainqueur de la saison régulière, les Dragons Catalans, affrontent le second St Helens, respectant la logique sportive de cette saison. Il s'agit de la première finale pour les Dragons Catalans et de la première finale d'un club français en Super League, tandis que St Helens est double tenant du titre après ses victoires en 2019 et 2020, et vise donc le « three-peat ».
Arbitré par Liam Moore, sa première finale de Super League, la finale se joue devant 45 177 spectateurs et est diffusée en direct par BeIn Sport en France, Sky Sports en Angleterre et TV3 en Espagne.
La partie débute par une grosse pression de St Helens qui oblige les Dragons Catalans à défendre férocement leur camp en raison d'une intensité et d'un engagement de tous les instants. Après ces 10 premières minutes à résister aux assauts de St Helens, ce sont les Dragons Catalans qui ouvrent le score sur une pénalité de James Maloney. St Helens répond par un essai sur l'aile gauche par son centre fidjien Kevin Naiqama en se défaisant de trois adversaires. Une seconde pénalité de Maloney à la 28e minute ramenait le score de 6-4 pour St Helens à la mi-temps.
Au retour des vestiaires, ce sont les Dragons Catalans qui deviennent entreprenants. Sur un déboulé de Fouad Yaha, l'Anglais Thomas Makinson est sanctionné d'un carton jaune pour un placage haut et oblige St Helens à défendre à douze pendant dix minutes. Durant ce laps de temps, les Dragons le mettent à profit pour inscrire un essai par l'intermédiaire de Michael McMeeken à la réception d'un ballon tapé au pied par Josh Drinkwater et transformé par Maloney. Menant 10-6, les Dragons Catalans doivent tenir une demi-heure. Mais à un quart d'heure de la fin, une récupération de Naiqama d'un ballon tapé au coup de pied au ras de la pelouse par Jonathan Lomax permettait aux Anglais de repasser devant au score 12-10, avantage qu'ils conserveront jusqu'au coup de sifflet final pour ajouter un troisième titre consécutif à son palmarès. Auteur de deux essais, Kevin Naiqama est logiquement désigné « Homme du match » et annonce dans la foulée sa retraite sportive.

## Trophées et honneurs en championnat

### Individuel
Le botteur australien James Maloney est le meilleur marqueur de points de la Super League 2021, c'est la deuxième fois qu'un joueur de la franchise française reçoit cet honneur après Scott Dureau en 2012. Au sein de la franchise, il est suivi par Fouad Yaha (60 points avec quinze essais) et Thomas Davies (56 points avec quatorze essais), ces deux derniers sont, par conséquent, les deux meilleurs marqueurs d'essais de la franchise. Dans l'équipe type de la saison de la Super League, les Dragons Catalans parviennent pour la première fois à y placer quatre joueurs : Sam Kasiano, James Maloney, Thomas Davies et Sam Tomkins. Egalement, ce dernier, Tomkins, devient le premier joueur sous le maillot catalan a remporté le titre de meilleur joueur de la saison de Super League appelé Man of Steel.

### Collectif
Au classement général en saison régulière, les Dragons catalans remportent pour la première fois le trophée de League Leader's Shield récompensant l'équipe la mieux classée. Bien que la saison ait été amputée de quelques rencontres en raison des restrictions liées à la pandémie, les Dragons Catalans présentent le meilleur bilan avec quatre défaites en vingt-trois rencontres, et possédant la meilleure attaque avec 688 points inscrits. En défense, les Dragons Catalans sont devancés en nombre de points encaissés par rencontre par St Helens, Warrington et Wigan.

## Couverture médiatique
Sky Sports retransmet les matchs disputés à l'extérieur sur le sol britannique. Pour la Challenge Cup, les diffusions sont assurées par la BBC. En France, après plusieurs années de retransmission, la chaîne de télévision BeIN Sport décide de ne pas renouveler le contrat à partir de l'année 2020. Néanmoins, après des négociations des Dragons catalans avec plusieurs chaines (dont Eurosport, Canal plus...), la chaine qatarie reprend finalement le faisceau de Sky et diffuse les matchs des dragons à compter du mois de mars 2021. 
Dans la presse, les résultats et rapports des matchs sont diffusés dans des quotidiens tels que L'Équipe (épisodiquement) ou L'Indépendant (systématiquement) en France. Le quotidien Midi Libre, édition Perpignan uniquement, s'intéressant parfois à la vie du club. Midi Olympique suit également les catalans dans la demi-page « Treize Actualité », qu'il consacre au rugby à XIII dans son édition « rouge », mais pas de manière continue. Cependant la victoire des Dragons catalans contre Wigan à Barcelone est relatée par la presse nationale (journal l’Équipe) et exceptionnellement par Midi Libre dans son édition « Sports  » régionale.
Au Royaume-Uni, l'hebdomadaire Rugby Leaguer & League Express suit de manière régulière et détaillée les Dragons,  non seulement en tant qu'équipe de la Superleague, mais aussi en tant que club français. La revue a en effet des journalistes spécialisés en rugby à XIII Français (Steve Brady et Mike Rylance). Cependant, les articles ne sont rédigés qu'en anglais, puisqu'ils sont destinés à un lectorat britannique. À la marge d'autres magazines britanniques comme  « Forty-20 » devraient également relater les matchs du club ainsi que le magazine australien Rugby League Review. 